# トモダチ100人よべるかな?
『トモダチ100人よべるかな?』（トモダチひゃくにんよべるかな?）は、Amazon MGMスタジオ制作によるオリジナルバラエティ番組で、2025年8月1日よりAmazonプライム・ビデオにて独占配信された。オリジナル番組として、史上最大額の賞金1億円がかかった大型企画である。

## 概要

### テーマ
プレイヤーが制限時間（14時間）内に、指定のメッセージ「自分のために来てほしい」「できるだけ長くいてほしい」のみを使って、自身のトモダチを電話で呼び出す。番組の目的やルールは一切伝えてはならず、呼び出されたトモダチは何も知らされないまま、椅子も飲食物も無い殺風景な部屋で待機する。

### 勝利条件
午前0時時点で最も多くのトモダチを集めたプレイヤーが、減額後の賞金を獲得する。

### 心理戦要素：ねずみカード
MCが、呼ばれたトモダチに「ねずみカード」を渡し、これを持って退出すると最低10万円、さらに他の誰かを連れて帰れば1人につき10万円加算されるという心理的駆け引きを仕掛ける。持参期限は30分以内で、他人にバレたら無効。友情か金か、究極の選択を迫られる展開が生まれる。

## 出演者
MC
- 設楽統（バナナマン）
- バカリズム

プレイヤー
- 河合郁人（A.B.C-Z）
- 森田哲矢（さらば青春の光）
- Matt

トモダチ
総勢100人以上の芸能人・著名人が参加している。※()内の数字は部屋に入った順。太字は一度退出したトモダチ。
| プレイヤー名 | 集めたトモダチ |
| ------------ | --- |
| 河合郁人     | (2)井上裕介（NON STYLE）、(3)林翔太、(7)☆伊地知大樹（ピスタチオ）、(12)クロちゃん（安田大サーカス）、(16)ぴろ（キュウ）、(19)別府ともひこ（エイトブリッジ）、(20)しゅん（ポールマン）、(21)クボシゲ（ド忘れ）、(22)セイギ（ボシマックス）、(26)木村拓哉、(31)りんごちゃん、(36)中村知（ジャガーズ）、(37)ジャガーともひろ（ジャガーズ）、(41)山口トーマス（安心安全）、(42)彦摩呂、(43)脇田悠哉、(45)元木大介、(54)金ちゃん（鬼越トマホーク）、(58)河井ゆずる（アインシュタイン）、(59)KENTO（ネイティブジャパニーズ）、(60)TAKURO（ネイティブジャパニーズ）、(61)広沢泰、(65)嶋佐智也（ニューヨーク）、(69)山田美保子、(70)京本政樹、(76)たける（東京ホテイソン）、(81)石戸諭、(83)松尾諭 |
| 森田哲矢     | (1)清春（黒夢）、(4)長谷川忍（シソンヌ）、(6)小島健（Aぇ!group）、(8)みなみかわ、(10)橋本直（銀シャリ）、(11)峯岸みなみ、(15)お見送り芸人しんいち、(23)亀田興毅、(44)イワクラ（蛙亭）、(39)勢喜遊（King Gnu）、(49)休日課長（ゲスの極み乙女）、(51)塚本直毅（ラブレターズ）、(52)溜口佑太朗（ラブレターズ）、(53)カナイ、(56)ゆいP（おかずクラブ）、(57)オカリナ（おかずクラブ）、(63)木下隆行（TKO）、(64)屋敷裕政（ニューヨーク）、(66)☆高野正成（きしたかの）、(67)本間キッド（や団）、(71)谷拓哉（パンプキンポテトフライ）、(72)のり（オテンキ）、(75)近藤くみこ（ニッチェ）、(77)バイク川崎バイク、(78)岡部大（ハナコ）、(79)槙尾ユウスケ（かもめんたる）、(80)大家志津香、(87)那須川天心、(89)守谷日和、(90)リンゴ（ハイヒール）、(91)口笛なるお（わらふぢなるお）、(92)岡野陽一、(93)☆山添寛（相席スタート）、(94)賀屋壮也（かが屋）、(96)ウエンツ瑛士、(99)古川優奈、(100)太田博久（ジャングルポケット）、(101)Bose（スチャダラパー）、(105)河本太（ウエストランド）、(110)大津広次（きつね）、(112)あばれる君、(115)伊藤俊介（オズワルド）、(117)すがちゃん最高No.1（ぱーてぃーちゃん）、(118)信子（ぱーてぃーちゃん）、(119)日本一おもしろい大崎（ちゃんぴおんず）、(120)大狸ぽんぽこ、(123)盛山晋太郎（見取り図）、(124)和田まんじゅう（ネルソンズ）、(125)池田一真（しずる）、(126)初瀬悠太（ななまがり） |
| Matt         | (5)武尊、(9)前田敦子、(13)(86)永尾まりや、(14)(85)緒形龍、(17)長谷川ステファニー、(18)☆若槻千夏、(24)ラファエル、(25)藤本敏史（FUJIWARA）、(27)RIOSKE（ペルピンズ）、(28)KAZ（ペルピンズ）、(29)小椋ケンイチ、(30)IVAN、(32)徳本夏恵、(33)ありしゃん（ヘラヘラ三銃士）、(34)さおりん（ヘラヘラ三銃士）、(35)影井ひろ樹、(38)すみれ、(40)そーちゃん、(46)佐藤友祐、(47)坂井翔、(48)井戸田潤（スピードワゴン）、(50)青木さやか、(55)ゆめっち（3時のヒロイン）、(62)JESSICA、(68)仁香、(73)安藤美姫、(74)金子昇、(82)石倉ノア、(84)デヴィ夫人、(88)マーヴィン、(95)村上佳菜子、(98)SHIHO、(97)櫻井貴史、(102)紗蘭、(103)ジェレミー・クロディス、(104)アレン、(106)神田うの、(107)ささの堅太、(111)中村里砂、(108)アンミカ、(109)セオドール・ミラー、(114)TAKAHIRO、(116)美馬寛子、(122)平山美春 |

## メニュー
プレイヤーは、賞金を使って以下のメニューを購入し、トモダチに振る舞うことができる。※（）内は初期値段。
食事
- 豚汁（10万円）
- カレーライス（15万円）
- 焼きそば（15万円）
- ガパオライス（20万円）
- タピオカミルクティー（20万円）
- アワビのバターソテー（50万円）
- こぼれいくら丼（50万円）
- 高級シャインマスカット（50万円）

飲み物
- 水（10万円）
- 緑茶（10万円）
- オレンジジュース（15万円）
- コーラ（15万円）
- コーヒー（15万円）- ホット、アイスのどちらかを選べる。
- ビール（20万円）
- ワイン（25万円）- 赤、白のどちらかを選べる。

つまみ
- ビスケット（3万円）
- キャンディ（5万円）
- ポテトチップス（8万円）

家具
- 座布団（10万円）
- 丸椅子（15万円）
- 肘掛け椅子（20万円）
- ごろ寝マット（30万円）
- ビーズクッション（100万円）
- エアーベッド（300万円）

アメニティ
- カイロ（1万円）
- 歯ブラシ（1万円）
- 化粧落とし（1万円）
- バスタオル（2万円）
- スウェット（5万円）

スペシャルメニュー
- VIP用個室[注 1]（200万円）- 使用時間30分
- 外出（200万円）- 30分だけ外出できる
- タバコ1本（100万円）
- 雑誌 / 漫画（100万円）- 10分間読み放題
- オセロorジェンガorトランプ（60万円）- 10分間遊び放題
- マッサージ（100万円）- マッサージ時間20分
- トモダチと面会[注 2]（200万円）- プレイヤーと3分間話し放題

## 部屋内企画
大縄跳び
トモダチの代表者8人による回数勝負。勝利チームには高級うな重と高級マスカットが贈呈される。
結果：河合チーム0回、森田チーム19回、Mattチーム1回
- 森田チームの勝利。部屋内にいる森田のトモダチ16人が高級うな重・マスカットを無料でもらった。

トモダチ名前当てクイズ
トモダチがいっぱいいるということで、どれだけ絆が深まっているかを試されるゲーム。古今東西のリズムでトモダチのフルネームを答えるシンプルなゲーム。名前を間違えられたトモダチは強制退出となる。
強制退出者：井戸田潤（スピードワゴン）、賀屋壮也（かが屋）
トモダチの決断
残り時間10分を切り、プレイヤーが部屋に来るまで待つか、その前に退出するかを選択できる。プレイヤーが来る前に退出した人は、謝礼金として賞金の一部をもらうことができる。
謝礼者：河本太（ウエストランド）、日本一おもしろい大崎（ちゃんぴおんず）

## 総合結果
1回目結果
午後8時時点のトモダチの人数
- 河合：16人（退出者を含め28人）
- 森田：23人（退出者を含め33人）
- Matt：23人（退出者を含め31人）

総括：序盤は優勢だった河合だったが、木村拓哉の退出を皮切りに多くの退出者が出ると、その後もトモダチを増やすことができず、脱落となった。
2回目結果
- 森田：37人
- Matt：30人

総括：森田が終盤に快進撃を見せ、奇跡の逆転優勝。賞金634万円が贈呈された。

## テーマソング
オープニング曲
作詞：福田哲丸 / 作曲：鈴木歩積 / 歌：谷内愛
「トモダマシ」
作詞・作曲：みゆな / 編曲：Naoki Itai / 歌：みゆな

## スタッフ
- ナレーション：鈴木省吾
- クリエイティブディレクター：福田哲丸
- クリエイティブプロデューサー：坪田駿作
- ビジュアルデザイナー：宮澤謙一（magma）
- 美術プロデューサー：仙田拓也
- 美術デザイナー：三重野基
- 美術アドバイザー：小美野淳一
- モニター：林尚宏、齋藤淳之介
- アクリル装飾：川満貴志
- 装飾：舘直樹
- 小道具：山下正美
- 装置・鉄骨：白崎俊也
- 造園：猿山利昭
- 電飾：松村真一
- 大道具：松尾茂毅、山田和弘
- ヘアメイク：大友麻衣子、大里彩花、菊井美月、大塚萌、清水美貴子
- 衣装：近藤伊代
- テキスタイルデザイン：KANTA
- ストラップデザイン：SATOKO OISHI
- 人形操演：山田はるか、川口英子
- パペット造形：曽根慎一郎、竹田幸子
- フードコーディネーター：あまこようこ
- TP：竹本真也
- TD：太田勝巳
- SW：西口雄太、上村克志
- CAM：森田千尋、谷川博亮、吉田順一、高橋晋
- CA：下村勇之輔、伊藤嘉槻、松尾大智
- VE：石井雅紀、原由樹
- VTR：田邉仁美
- AUD：澤津橋武志、有江里帆、大角百合香
- メディアマネージメント：藤田孝政、椿学
- 照明：藏重亮、和氣義幸
- 回線：北川桂佑
- CG：福田哲丸
- キービジュアルアートディレクター：柳田将司
- キービジュアルフォトグラファー：田川優太郎
- キービジュアルフォトグラファーアシスタント：吉田龍人
- オープニングアニメーション：窪田慎
- ジングル制作：鈴木歩積
- 音効：岡田淳一
- ポストプロダクションプロデューサー：稲村剛義、佐々木駿
- ポストテクニカルスーパーバイザー：波江野剛、戸倉良
- 編集：筒井公太、早坂裕、中村勝史、川那辺徹也
- カラーグレーダー：宮下圭介
- VFX：舩越啓太朗、山本智也
- エフェクトデザイン：西夏央、大森充
- リレコーディングミキサー：阿部祥高、田中萌生、長田浩幸
- スタジオエンジニア：長谷雄智宏、大竹雪乃
- データマネージメント：小泉祐三
- CC字幕：片野佑介
- ディスクライバー：船越智子、積田朋美
- AD演出：中西大輔
- ADミキサー：水野貴浩
- CC / AD進行：大野杏奈、片岡由紀子
- 協力：CEKAI KYOTO HAUS、テレビ東京アート、共同テレビジョン、OMNIBUS JAPAN、Blue Repubile、TOWER LAB.、東京オフラインセンター、BaKaBest、金属工芸Be-buddha
- 医師：キャスティングドクター
- 構成：中野俊成、矢野了平、西村隆志、大平将貴
- 演出補：田中樹里、大宿日菜、加藤翔太朗
- 法務：田中眞理子
- 調査：新井智子
- チーフディレクター：松林里奈、大塚真史、千頭浩隆、森伸太郎
- ディレクター：市川貴弘、多湖雄之介、栗原悠太郎、松崎秀峰、石鉢智也、青木香澄、沖本真菜
- フロアディレクター：川名良和、新井孝輔
- プロデューサー：近藤照代
- 制作進行：関麻佑子
- 制作プロデューサー：杉山剛、瀬田真弓、須々田朋美、山川彩夏、横須賀淳
- 制作統括：中村秀樹
- チーフプロデューサー：渡邊正人
- 企画・演出：渡部一貴
- 制作：IVSテレビ制作
- 制作著作：Amazon MGMスタジオ